# Wennigsen am Deister
Wennigsen è un comune di 14.156 abitanti della Bassa Sassonia, in Germania.
Appartiene alla regione di Hannover (targa H).
Il 1º gennaio 1970 furono uniti a Wennigsen i dissolti comuni di Argestorf, Bredenbeck, Degersen, Evestorf, Holtensen bei Weetzen e Sorsum.